# アジア太平洋系アメリカ人文化遺産フェスティバル
アジア太平洋系アメリカ人文化遺産フェスティバル（アジアたいへいようけいアメリカじんぶんかいさんフェスティバル）は、アメリカにおけるアジア太平洋系アメリカ人文化遺産月間に開催される屋外イベントである。国内最大規模で、ニューヨークのアジア太平洋系アメリカ人連合が主催している。

## 概要・歴史
毎年5月に開催されるこのフェスティバルでは、音楽、パフォーマンス、アート、グルメ、企業によるアウトリーチなどが楽しめる。1979年に開催された最初のフェスティバルは、当時の公民権運動から生まれたもので、ジミー・カーター大統領が5月の第1週をアジア系アメリカ人文化遺産週間とする宣言に署名したことがきっかけとなって開催された。このフェスティバルは、アジア系アメリカ人の多様な文化とアメリカ社会への貢献を祝うため、毎年開催されている。フェスティバルは非常に大規模になるため、連合は1年かけて準備を進める。
このフェスティバルでは、レジ・カビコ、ジョージ・ジーとそのオーケストラ、テリー・ワタダなど数多くの著名なアジア系アメリカ人ミュージシャンや、現地で活躍している梶山敏弘などの日本人ミュージシャンが演奏してきた。